# János Kis (filozof)
János Kis (* 17. září 1943 Budapešť) je maďarský liberální filozof, zakládající člen strany SZDSZ a její první předseda. Je členem skupiny, která bývá v publicistickém žargonu nazývána „Lukácsova školka“, tzn. že je žákem žáků marxistického filosofa Györgye Lukácse (tzv. budapešťská škola).

## Život
Nejdříve navštěvoval slavnou Gorkého školu, ve které pobíhalo vyučování v maďarštině i v ruštině a do níž chodily zároveň privilegované děti komunistických funkcionářů i žáci, kteří se později stali významnými osobnostmi a často i členy protirežimní opozice, jako právě János Kis, Róbert Angelusz, Péter Halász, László Garai či Géza Komoróczy. Tato škola, která předtím obsadila budovu dřívějšího Gymnázia sv. Štěpána, byla po roce 1956 uzavřena a její žactvo bylo přeloženo do Gymnázia Miklóse Radnótiho. Tam také János Kis v roce 1962 odmaturoval. Roku 1967 získal na filosofické fakultě Univerzity Loránda Eötvöse diplom z filosofie.
Na počátku své kariéry, v 60. letech, se hlásil k názorům marxismu a lukácsismu. Od 80. let je však zástupcem radikálně individualistického křídla levice, teoretikem lidskoprávního liberalismu. V době komunistické diktatury prováděl svá bádání v rámci teoretického kontextu, po změně režimu se ve svých pracích vyrovnává i s praktickými otázkami. Byl přednášejícím na tzv. létající univerzitě, resp. na Pondělní svobodné univerzitě, která fungovala okolo roku 1980.
Na vědeckém základě kritizoval marxismus, odpověď režimu však vědecká nebyla: v tzv. procesu s filozofy byl vyloučen z MSZMP, propuštěn s Maďarské akademie věd a nemohl vystupovat ve veřejném životě. Stal se překladatelem na volné noze. Jako jedna z vůdčích postav v řadách maďarské demokratické opozice sehrál důležitou roli při takových významných iniciativách předcházejících změně režimu jako bylo založení časopisu Beszélő v roce 1981. V samizdatovém období tohoto časopisu byl jeho vedoucím redaktorem, v letech 1990–1991 pak již legálně předsedou jeho redakční rady. V roce 1985 se zúčastnil tzv. monorského setkání maďarské demokratické opozice, na kterém přednesl referát s názvem „O našich omezeních a možnostech“ (Korlátainkról és lehetőségeinkről).
Od 80. let vyvíjel aktivní pedagogickou a vědeckou činnosti v zahraničí i v Maďarsku. V letech 1988–1989 působil jako hostující profesor na Nové škole sociálních věd v New Yorku. V roce 1996 byl hostujícím profesorem na Univerzitě New York. Od roku 1992 učí na Středoevropské univerzitě.
V každodenní politice působil od změny režimu až do roku 2002. Roku 1988 byl zmocněncem Szabad Kezdeményezések Hálózata a do roku 1991 zmocněncem Svazu svobodných demokratů (SZDSZ). V letech 1990–1991 byl prvním předsedou SZDSZ a do roku 1999 byl členem její celostátní rady. V roce 2002 z SZDSZ vystoupil.
Často publikuje v časopisech Beszélő a Élet és Irodalom.